# Gátova
Gátova (Valencianisch: Gàtova) ist eine spanische Gemeinde (municipio) der Landesregion Valencia (Communidad de Valencia) in Spanien. Gleichzeitig gehört sie zur Provinz Valencia und zur Comarca Campo de Turia und hat 429 Einwohner (Stand: 2024).
Bis 1995 war Gátova Teil der Provinz Castellón.

## Geographie
Gátova liegt etwa 34 Kilometer nordnordwestlich vom Zentrum der Provinzhauptstadt Valencia in der Sierra Calderona in einer Höhe von ca. 580 m.

## Bevölkerungsentwicklung
| Jahr      | 1996 | 2001 | 2011 | 2021 |
| Einwohner | 512  | 500  | 460  | 419  |

## Bauwerke
- Burgruine (Castillo de Torrejón)
- Marienkirche (Iglesia de Nuestra Señora de los Ángeles)

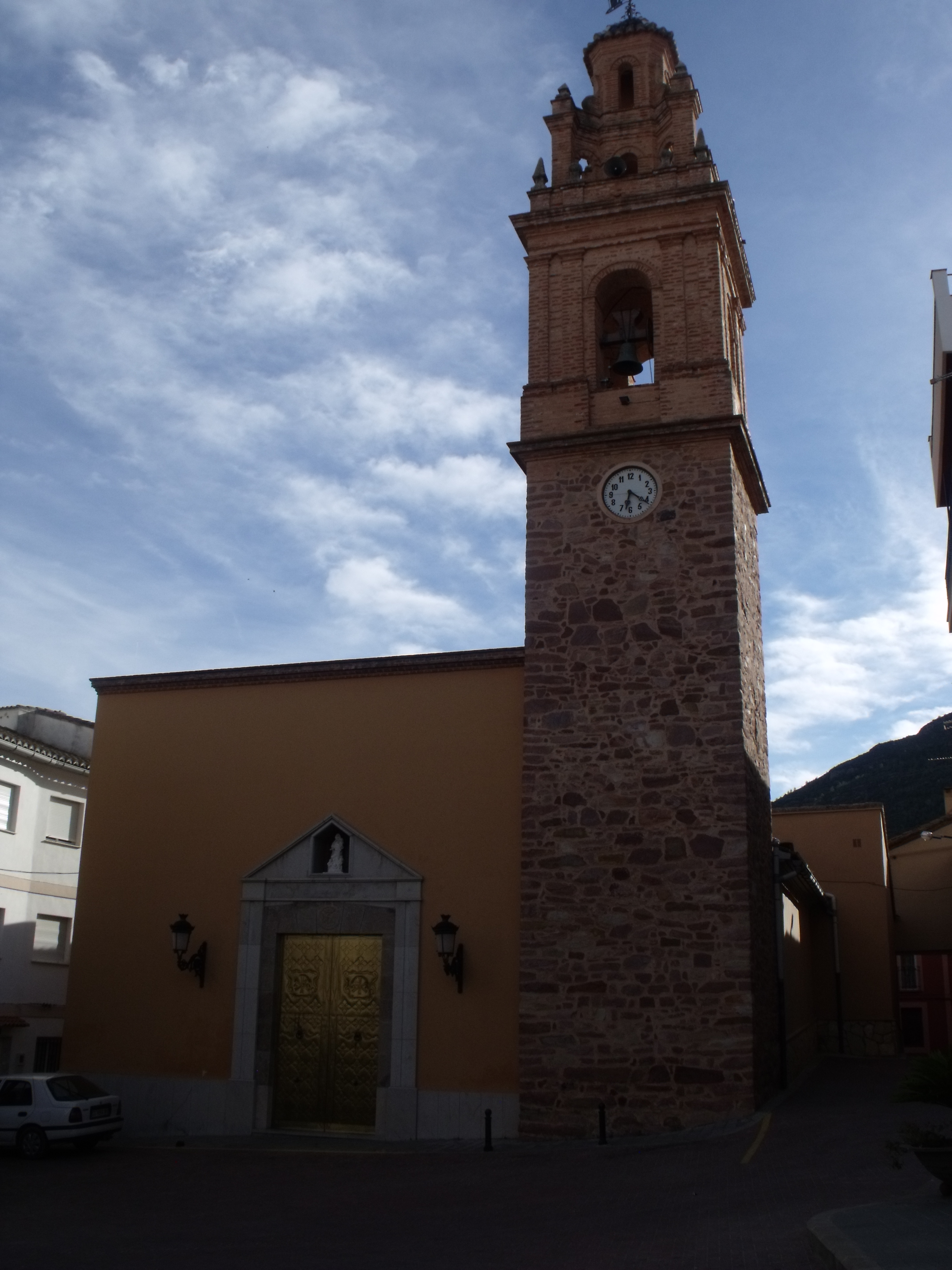
Marienkirche
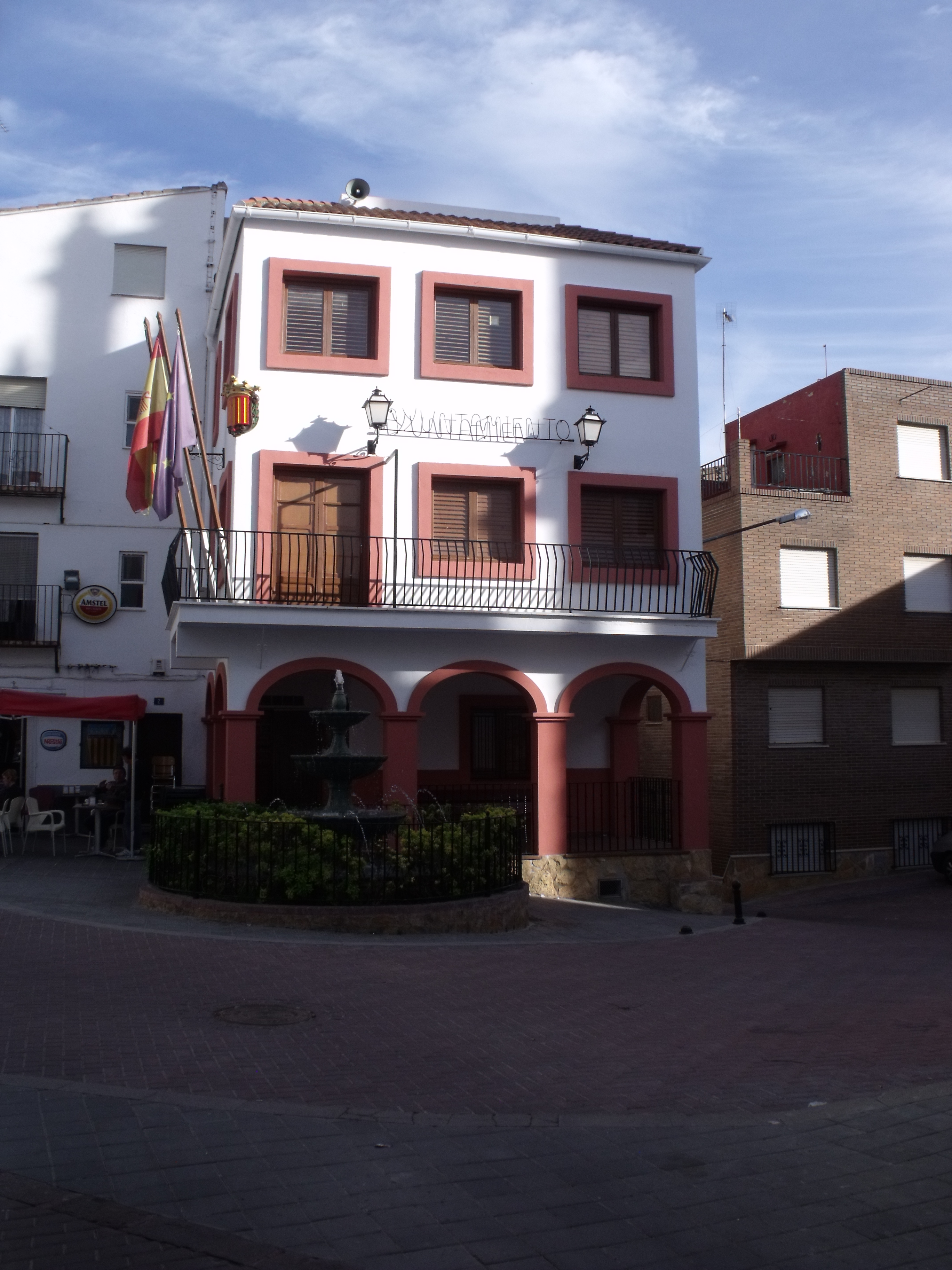
Rathaus